# Aminata (Sängerin)
Aminata Savadogo (* 9. Januar 1993 in Riga), bekannt als Aminata, ist eine lettische Sängerin und Songwriterin. Sie vertrat Lettland beim Eurovision Song Contest 2015 in Wien, Österreich. Außerdem schrieb sie den lettischen Beitrag zum Eurovision Song Contest 2016 in Stockholm, Schweden.

## Frühes Leben und Karriereanfänge
Aminata wurde am 9. Januar 1993 in Riga als Tochter einer Lettin und eines Vaters aus Burkina Faso geboren. Sie war 2015 an der Universität Lettlands in Riga immatrikuliert und studierte Wirtschaftswissenschaften. Mit 15 Jahren nahm sie an der lettischen TV-Show Krodziņā pie Paula teil, mit 17 dann auch bei Muzikālā banka. Zudem war sie mit ihrem Chor Golden am Chorwettbewerb Koru kari 3 beteiligt.

## Durchbruch und Eurovision Song Contest 2015

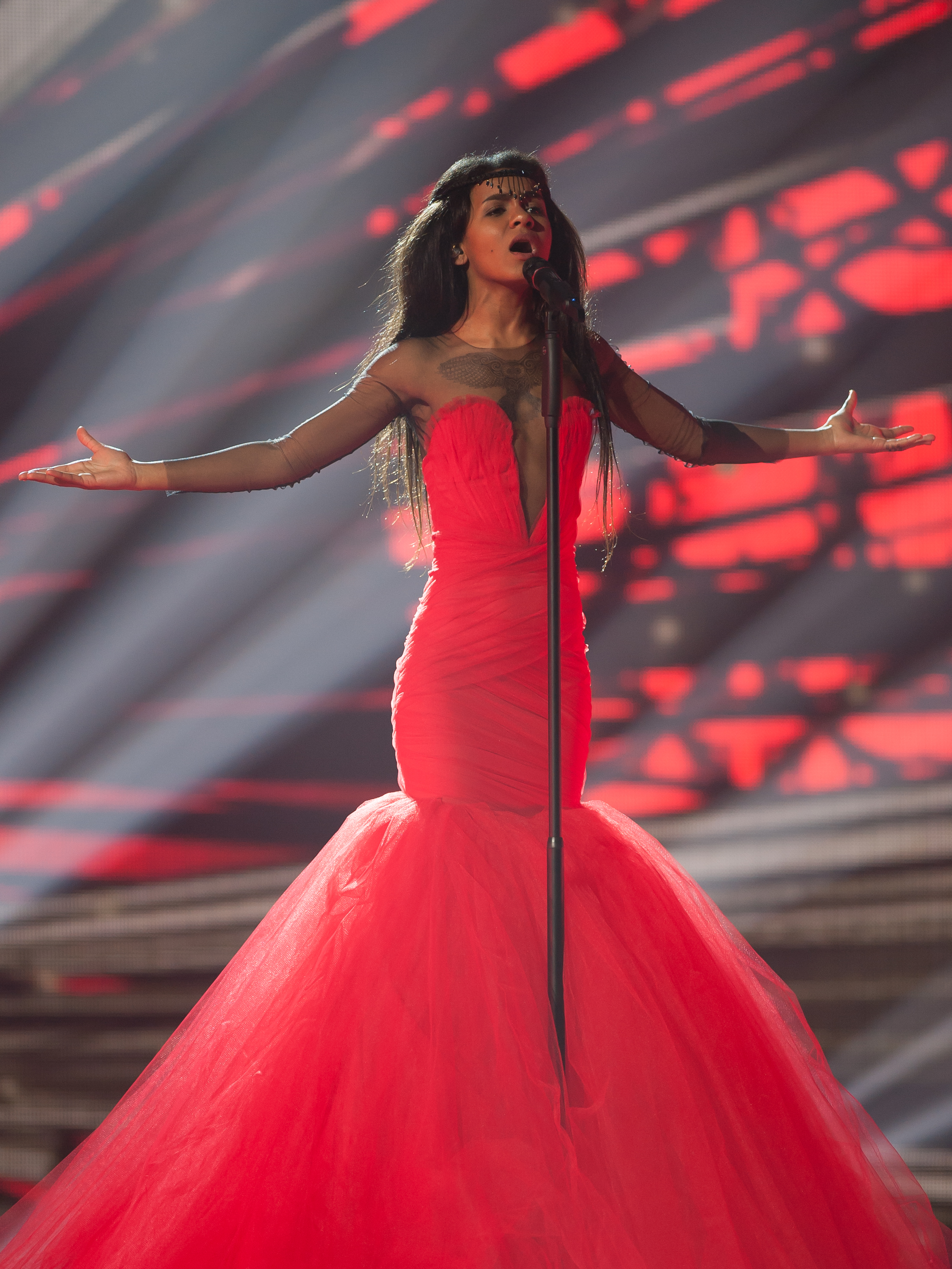
Aminata (2015)

Internationale Aufmerksamkeit erhielt sie durch die Teilnahme bei Dziesma 2014, der lettischen Vorentscheidung zum Eurovision Song Contest 2014 mit dem Titel I Can Breathe (dt.: Ich kann atmen). Sie konnte sich für das Finale qualifizieren und erreichte dort den fünften Platz. Daraufhin bewarb sie sich bei Jaunā talantu fabrika, dem lettischen Supertalent, und gewann. Im darauffolgenden Jahr war sie Teil von Supernova 2015, dem neuen Vorentscheidungsformat des lettischen Senders Latvijas Televīzija. Sie erreichte über die Vorrunde und das Halbfinale das Finale der letzten vier und gewann die Show am 22. Februar 2015. Sie vertrat Lettland, nachdem sie sich im zweiten Semifinale erfolgreich hatte durchsetzen können, mit dem selbst komponierten Titel Love Injected (dt.: Injizierte Liebe) im Finale des ESC 2015 in Wien und belegte den 6. Platz. Aminata veröffentlichte ihr erstes Studioalbum Inner Voice am 8. April 2015.
Aminata schrieb außerdem den Song Heartbeat für den lettischen Sänger Justs Sirmais, der ebenfalls im lettischen Vorentscheid „Supernova“ zum Eurovision Song Contest 2016 am 27. Februar antrat und ihn gewann.
Aminata veröffentlichte ihr zweites Studioalbum Red Moon im Oktober 2016, doch schon Ende 2015 veröffentlichte sie die Single Bridges und im April 2016 die Single Fighter.

## Diskografie
Alben
- 2015: Inner Voice
- 2016: Red Moon

Singles
- 2014: I Can Breathe
- 2014: Leave My Love Bleeding
- 2015: Love Injected
- 2015: Bridges
- 2016: Fighter